# La Rocque
La Rocque è un ex comune francese di 99 abitanti situato nel dipartimento del Calvados nella regione della Normandia. Dal 1º gennaio 2016 è stato accorpato con altri 13 comuni per formare il comune di Valdallière, del quale costituisce comune delegato.

## Società

### Evoluzione demografica
Abitanti censiti